# Giuseppe Patroni Griffi
Giuseppe Patroni Griffi (Napoli, 27 febbraio 1921 – Roma, 15 dicembre 2005) è stato un regista, drammaturgo, sceneggiatore, scrittore e direttore artistico italiano.
Scrittore di romanzi e racconti, autore di film e sceneggiature, ha dedicato la sua vita soprattutto all'arte teatrale: autore di commedie di successo e metteur en scene di spettacoli (lirica e prosa) complessi e raffinati, sempre improntati su un'eleganza e una bellezza mai prive di autorevole ingegno. Da ricordare la proficua collaborazione artistica con il gruppo cosiddetto dei Giovani (De Lullo-Falk-Guarnieri-Valli) di cui divenne commediografo di compagnia. A tal proposito racconta Giorgio De Lullo: «Sapevo che, quando Peppino avesse scritto la sua prima commedia, quella commedia fantomatica di cui ogni tanto si tornava a parlare, se fosse riuscito a vincere la sua pigrizia e la sua perplessità, non sarebbe stata certamente una “prima commedia”, un esordio, ma un frutto già maturo, con un sacco di esperienza teatrale dentro».
Nel 1978 lo stesso De Lullo gli affidò la direzione artistica del neonato Piccolo Eliseo di Roma, spazio che Patroni Griffi riuscì a sfruttare al meglio portando in scena la nuova drammaturgia internazionale dell'epoca; mantenne l'incarico fino al 1981.
Successivamente fu direttore artistico del Teatro Eliseo di Roma (2002-2005). Muore il 15 dicembre 2005, e in questo teatro sarà allestita due giorni dopo, alle 9, la camera ardente; il funerale sarà celebrato nello stesso giorno, alle 16, nella basilica di Santa Maria in Montesanto a piazza del Popolo. Riposa nel cimitero Flaminio a Roma.

## Biografia

### Il periodo napoletano: 1921-1945

Patroni Griffi nel 1954

Malgrado i nobili natali ebbe un'infanzia economicamente tormentata a causa della precoce scomparsa del padre: Felice Patroni Griffi (di Giuseppe e Veneranda Gioia), Barone di Faivano, nacque il 19 giugno 1866 e morì il 27 marzo 1925; nel 1902 sposò la baronessa Laura de Gemmis (1874-1908), morta prematuramente senza eredi; in seconde nozze sposò Zenobia Priante (13 maggio 1890-2 dicembre 1967), detta Bina, napoletana, ma per motivi prevalentemente professionali (la famiglia paterna gestiva una importante azienda agricola a Corato in Puglia) e poi anche di salute, le visite alla nuova moglie furono sporadiche, tuttavia ebbe due figli, Veneranda (1920-2005), detta Vanda, e Giuseppe, detto Peppino. «Ho saputo da mia madre che mio padre è morto… Piangeva davanti allo specchio dell'armadio… La mente non corse neppure al mio ultimo incontro con lui. Parecchi anni dopo me ne ricordai. Restammo ancora qualche tempo nella nostra grande casa. Ricordo l'arazzo in seta del salone… Poi non lo vidi più, da quando andammo ad abitare un'altra casa di poche stanze. Mia madre si aggirava senza sorrisi e senza parole… Se il campanello squillava, udivo sempre lo stesso sommesso parlare di avvocati. Molte cose son dovute accadere, molte cose sono mutate».
Fu quindi la madre, donna di forte carattere, a lasciare per prima nel figlio l'impronta della sua passione cinematografica, portandolo con sé a vedere praticamente tutte le pellicole che da Hollywood giungevano a Napoli, al cinema Corona: Rodolfo Valentino, Ramon Novarro, Charlie Chaplin, ma soprattutto Gary Cooper, Marlene Dietrich, Greta Garbo, diventarono per Patroni Griffi icone con le quali confrontare, in futuro, la sua raffinatezza artistica.
Sin dall'adolescenza Patroni Griffi manifestò una grande predilezione per la letteratura, alimentata dall'interesse comune delle sue amicizie scolastiche: un gruppo culturalmente molto affiatato «di giovani illuminati, soprannominati poi i ragazzi di via Chiaja», cui facevano parte Raffaele La Capria, Antonio Ghirelli, Francesco Rosi, Francesco Compagna, Maurizio Barendson, Tommaso Giglio, Achille Millo, Pasquale Prunas e, il più giovane, Giorgio Napolitano. Ricorda La Capria: «…la cosa stupefacente di allora era che, mentre adesso noi i libri che vogliamo leggere ce li andiamo a cercare, allora i libri venivano a noi».
Cresciuto culturalmente durante il periodo di maggior conformismo, grazie alle frequentazioni scolastiche e alle preziose letture soprattutto dei grandi scrittori russi e dei nuovi americani, sempre più innamorato della democrazia e della libertà, soprattutto della libertà di scrivere, maturò idee e ideologie opposte a quelle coltivate dal regime. Contribuì alla realizzazione di alcuni spettacoli teatrali come autore, come regista e come scenografo e costumista. Insieme con Antonio Ghirelli, infatti, scrisse almeno tre commedie (mai date alle stampe). Nel 1940, appena iscritto alla Università, il Giovane fascista Giuseppe Patroni Griffi presentò al Concorso di Teatro, organizzato dai Prelittoriali dello Spettacolo, la commedia (scritta con Ghirelli) La barriera, raggiungendo la fase finale. Da ricordare, inoltre, l'allestimento (aprile 1943) de La casa sull'acqua di Ugo Betti, per la regia di Giorgio Napolitano, spettacolo organizzato dal Guf e di cui è stata recuperata la locandina dove si legge «bozzetti di Giuseppe Patroni Griffi».
La carriera universitaria (iscritto alla Facoltà di Giurisprudenza nel 1940, presso la Regia Università di Napoli) fu tormentata da gravi attacchi di ulcera duodenale, malattia che però gli procurò, dopo vari intervalli di convalescenza, il congedo illimitato dal servizio militare (12 ottobre 1942). Tuttavia, dal 28 febbraio 1941, fu per brevi periodi di stanza a Verona, 8º Reggimento artiglieria, div. «Pasubio», e lì capì di essere omosessuale. «Credo di essere stato il primo al quale Peppino ha confidato la sua omosessualità… avevamo circa vent'anni, stavamo a casa mia leggendo [...] Voleva sapere da me se la cosa mi turbava…  così gli risposi “Peppi', ma cosa vuoi che m'importi, che cambia?”; e lui, “Niente”. E così proseguimmo la lettura».
Durante l'occupazione tedesca, per far fronte alle difficoltà economiche (morto il padre, gli zii da Corato tentarono di sospendere ogni rapporto con i parenti napoletani), Patroni Griffi fu impiegato al Consorzio agrario, e successivamente, con l'arrivo degli americani, riuscì a conquistare, insieme con l'amico Antonio Ghirelli, l'ambito posto di commentator a Radio Napoli Pwb (Psychological Warfare Branch), sotto la direzione di Elvio H. Sadun, capo della sezione spettacolo. Una prestazione lavorativa durata pochi mesi, durante i quali, però, il loro programma di prosa e musica fu molto apprezzato, al punto che, appena il contratto fu disdetto per la riduzione delle attività alleate, sia Ghirelli che Patroni Griffi furono immediatamente assunti in Rai: il primo chiamato a dirigere Radio Bologna Libera, l'altro in forza alla sede centrale di via delle Botteghe Oscure a Roma.

### Dal dopoguerra in poi
Allievo di Luchino Visconti e di Ettore Giannini, al cinema diresse, tra gli altri, gli attori Charlotte Rampling, Elizabeth Taylor, Marcello Mastroianni, Florinda Bolkan, Terence Stamp e Laura Antonelli.
Patroni Griffi ha diretto per Rai 1 un'edizione televisiva di Tosca di Giacomo Puccini (Tosca, nei luoghi e nelle ore di Tosca, 11-12 luglio 1992, in diretta mondovisione da Roma, con Plácido Domingo (Cavaradossi), Catherine Malfitano (Tosca), Ruggero Raimondi (Scarpia), Giacomo Prestia (Angelotti), Giorgio Gatti (Sacrestano) e l'Orchestra Sinfonica di Roma della RAI diretta da Zubin Mehta), con la quale vinse il premio Emmy Award, poi, il 3-4 giugno 2000, La traviata di Giuseppe Verdi (La traviata a Paris), sempre in diretta mondovisione da Parigi.  Anche la Traviata vinse il premio Emmy Award, come miglior film e migliore regia televisiva, nonché il Prix Italia 2001.
Nel campo dell'opera lirica ha messo in scena Così fan tutte al Teatro alla Scala di Milano, Il trovatore all'Arena di Verona e La bohème al Teatro Regio di Torino, nel centenario della prima rappresentazione. Su un suo testo, intitolato Il mio cuore è nel sud, Bruno Maderna compose una radioballata.

## Omaggi
- Nel 2001, la terza edizione del Lodi Città Film Festival gli ha dedicato la prima retrospettiva integrale dei film di regia e di sceneggiatura. Nel 2005 viene pubblicamente celebrato dalla Fondazione Premio Napoli, premio che aveva già vinto nel 1970[8].

- Alla sua memoria è stata intitolata la sala del Piccolo Eliseo.

- Patroni Griffi è il soggetto del documentario In memoria di un signore amico, diretto da Rocco Talucci, prodotto del 2009.[9]

## Filmografia

### Regista e sceneggiatore
- Il mare (1962)
- Metti, una sera a cena (1969)
- Addio fratello crudele (1971)
- Identikit (1974)
- Divina creatura (1975)
- La gabbia (1985)
- La romana – miniserie TV (1988)
- Tosca, nei luoghi e nelle ore di Tosca –film TV (1992) - trasmesso in diretta mondovisione
- La traviata a Paris – film TV (2000) - trasmesso in diretta mondovisione

### Sceneggiatore
- Canzoni di mezzo secolo, regia di Domenico Paolella (1952)
- Canzoni, canzoni, canzoni, regia di Domenico Paolella (1953)
- I magliari, regia di Francesco Rosi (1959)
- Lettere di una novizia, regia di Alberto Lattuada (1960)
- La ragazza con la valigia regia di Valerio Zurlini (1961)
- I cuori infranti, regia di Vittorio Caprioli, episodio La manina di Fatma (1963)
- Le streghe, regia di Luchino Visconti, episodio La strega bruciata (1967)
- C'era una volta..., regia di Francesco Rosi (1967)
- La maestrina degli operai, regia di Guglielmo Morandi – film TV (1970)
- D'amore si muore, regia di Carlo Carunchio (1972)
- Femmina, regia di Giuseppe Ferlito (1998)

## Opere

### Produzione teatrale
- Il mio cuore è nel Sud, ballata in versi e prosa con musiche di Bruno Maderna, trasmessa l'11 marzo 1950.
- Lina e il cavaliere, commedia musicale scritta con Franca Valeri, Vittorio Caprioli, Enrico Medioli, regia di Vittorio Caprioli su musiche di Fiorenzo Carpi, debutto al Teatro Valle di Roma, 16 gennaio 1958.
- D'amore si muore (XVII Festival Internazionale della Prosa), regia di Giorgio De Lullo, Teatro La Fenice di Venezia, 25 giugno 1958.
- Anima nera, regia di Giorgio De Lullo, debutto al Teatro Donizetti di Bergamo, 9 aprile 1960.
- In memoria di una signora amica (XXII Festival Internazionale della Prosa), regia di Francesco Rosi, debutto al Teatro La Fenice di Venezia, 11 ottobre 1963.
- Metti, una sera a cena, regia di Giorgio De Lullo, debutto al Teatro Eliseo di Roma, 10 febbraio 1967.
- Hair (musical rock scritto da James Rado e Gerome Ragni, con musiche di Galt MacDermot), autore della versione italiana (1969)
- Persone naturali e strafottenti, regia di Giuseppe Patroni Griffi, debutto al Teatro delle Arti di Roma, 11 gennaio 1974.
- Prima del silenzio, regia di Giorgio De Lullo, debutto al Teatro Eliseo di Roma, 28 dicembre 1979.
- Gli amanti dei miei amanti sono miei amanti, regia di Giuseppe Patroni Griffi, debutto al Teatro Quirino di Roma, 15 ottobre 1982.
- Cammurriata. Canti di malavita, regia di Giuseppe Patroni Griffi, debutto al Teatro romano di Benevento, 3 settembre 1983.
- Una tragedia reale, regia di Giuseppe Patroni Griffi, debutto al Teatro Massimo di Benevento, 9 settembre 1999.

### Romanzi e racconti
- Ragazzo di Trastevere (1951, pubblicato da Vallecchi nel 1955)
- D'estate con la barca (1951, pubblicato da Vallecchi nel 1955)
- Un ospite di passaggio (1953, pubblicato da Vallecchi nel 1955)
- Scende giù per Toledo (Garzanti, 1975)
- Gli occhi giovani (Garzanti, 1977) - raccolta di racconti
- La morte della bellezza  (Mondadori, 1987)
- Del metallo e della carne (Mondadori, 1992)
- Allium (Avagliano, 2001)

## Regie di prosa e lirica
- La governante (1965) di Vitaliano Brancati, Teatro Duse di Genova, debutto il 23 gennaio 1965.
- Luv (1966) di Murray Schisgal (vers. italiana di Lea Danesi e Alvise Sapori)
- Vestire gli ignudi (1966) di Luigi Pirandello
- La bottega del caffè (1967) di Carlo Goldoni, Teatro Valle di Roma, debutto il 17 novembre 1967.
- Napoli notte e giorno (1967), due atti unici di Raffaele Viviani: Tuledo 'e notte e La musica dei ciechi
- Victor, o i bambini al potere (1969) di Roger Vitrac (traduz. di Pier Benedetto Bertoli)
- Ascesa e rovina della città di Mahagonny (1972) di Kurt Weill, testo di Bertolt Brecht, versione ritmica italiana di Fedele D'Amico, Teatro Nuovo di Spoleto per il XV Festival dei Due Mondi, debutto il 21 giugno 1972.
- Persone naturali e strafottenti (1974) di Giuseppe Patroni Griffi
- Napoli: chi resta e chi parte (1975), due atti unici di Raffaele Viviani: Caffè di notte e giorno e Scalo marittimo, Teatro Nuovo di Spoleto per il XVIII Festival dei Due Mondi, debutto il 3 luglio 1975.
- Così fan tutte (1976) di Wolfgang Amadeus Mozart (su libretto di Lorenzo da Ponte)
- Confessione scandalosa (1978) di Ruth Wolff (traduz. di Duilio Del Prete)
- Il valzer dei cani (1978) di Leonid Andreev (traduz. di Gerardo Guerrieri)
- Le femmine puntigliose (1978) di Carlo Goldoni
- Lontano dalla città (1979) di Jean-Paul Wenzel
- O di uno o di nessuno (1979) di Luigi Pirandello
- A porte chiuse (1980) di Jean-Paul Sartre
- KesslerKabarett (1980), uno spettacolo musicale a cura di Giuseppe Patroni Griffi, musicato da Gianni Ferrio, debutto al Piccolo Piccolo Eliseo di Roma.
- Il bell'indifferente (1980) di Jean Cocteau
- Oreste (1980) di Vittorio Alfieri
- Notti americane (1981) di L. Melfi (Birdbath) e Israel Horovitz (Line) (traduz. di Raoul Soderini)
- L'avaro (1981) di Molière (traduz. di Luigi Lunari), debutto a Palermo, il 18 novembre 1981; prima nazionale al Teatro Valle di Roma, il 25 novembre 1981.
- Tradimenti (1982) di Harold Pinter (traduz. diElio Nissim e Laura Del Bono), Teatro delle Arti di Roma, debutto il 24 marzo 1982.
- Gli amanti dei miei amanti sono miei amanti (1982) di Giuseppe Patroni Griffi
- Sei personaggi in cerca d'autore (1983), prima assoluta al Teatro Valle di Roma il 9 maggio 1921.
- Cammurriata. Canti di malavita (1983) di Giuseppe Patroni Griffi
- Assassinio nella cattedrale (1984) di T. S. Eliot (traduz. di Raffaele La Capria e Tommaso Giglio)
- Il trovatore (1985) di Giuseppe Verdi (su libretto di S. Cammarano)
- Zio Vanja (1985) di Anton Cechov (traduz. di Giorgio Ferrara e Giuseppe Patroni Griffi)
- Questa sera si recita a soggetto (1987, progetto "Trilogia del teatro nel teatro") di Luigi Pirandello
- La locandiera (1987) di Carlo Goldoni, debutto al Teatro degli Illuminati di Città di Castello, il 26 ottobre 1986.
- Sei personaggi in cerca d'autore (1988, progetto "Trilogia del teatro nel teatro") di Luigi Pirandello
- Ciascuno a suo modo (1989, progetto "Trilogia del teatro nel teatro") di Luigi Pirandello
- Le false confidenze (1989) di Pierre de Marivaux (traduz. di Giuseppe Patroni Griffi), debutto al Festival delle ville vesuviane, luglio 1989.
- La dolce ala della giovinezza (1989) di Tennessee Williams (traduz. di Masolino d'Amico), Teatro Manzoni di Pistoia, debutto il 18 ottobre 1989.
- Fior di pisello (1990) di Édouard Bourdet (traduz. di Franca Valeri), Teatro dei Rinnovati di Siena, debutto il 10 gennaio 1990; prima nazionale al Teatro Verdi di Firenze, il 16 gennaio 1990.
- Una volta nella vita (1991) di Kaufman & Hart (traduz. di Giuseppe Patroni Griffi)
- Trovarsi (1992) di Luigi Pirandello
- Margherita Gautier (1992) di Giuseppe Patroni Griffi (da Alexander Dumas).
- Napoli milionaria! (1993) di Eduardo De Filippo, Teatro Nazionale di Roma, debutto il 18 maggio 1993.
- Un marito (1993) di Italo Svevo, Teatro Stignani di Imola, debutto il 28 ottobre 1993.
- Sabato, domenica e lunedì (1994) di Eduardo De Filippo
- Romeo e Giulietta (1995)[10] di William Shakespeare (traduz. di Giuseppe Patroni Griffi), Teatro Nazionale di Roma, debutto il 26 aprile 1995.
- Questa sera si recita a soggetto (1995) di Luigi Pirandello
- La bohème (1996) di Puccini (su libretto di Illica/Giacosa)
- Nata ieri (1996) di Garson Kanin (traduz. di Giuseppe Patroni Griffi), Teatro Gentile da Fabriano, debutto il 18 ottobre 1996.
- Sei personaggi in cerca d'autore (1997)
- La cage aux folles (1998) di Jean Poiret
- Hollywood. Ritratto di un divo (1998) di Guido Morra su musiche di Gianni Togni, Teatro Maria Caniglia di Sulmona, debutto il 17 marzo 1998.
- Cyrano de Bergerac (1999) di Edmond Rostand (traduz. di Mario Giobbe)
- Una tragedia reale (1999) di Giuseppe Patroni Griffi
- Il grande campione (2000) di Guido Morra su musiche di Maurizio Fabrizio
- Persone naturali e strafottenti (2001) di Giuseppe Patroni Griffi
- Metti, una sera a cena (2003) di Giuseppe Patroni Griffi
- Uno sguardo dal ponte (2003) di Arthur Miller
- Il giuocatore (2004) di Carlo Goldoni, Teatro Diego Fabbri di Forlì, debutto il 24 marzo 2004.
- La bohème (2004) di Giacomo Puccini (su libretto di Illica/Giacosa)
- Improvvisamente l'estate scorsa (2005) di Tennessee Williams [regia terminata da Aldo Terlizzi e Fabio Battistini] (traduz. di Masolino D'Amico)

## Premi e riconoscimenti
- Premio Flaiano - Sezione teatro
  - 1982 Premio alla regia per Tradimento[11]